# Les Quatre Pistoleros de Santa Trinita
Pour plus de détails, voir Fiche technique et Distribution.
Les Quatre Pistoleros de Santa Trinita (I quattro pistoleri di Santa Trinità) est un western spaghetti italien réalisé par Giorgio Cristallini, sorti en 1971.

## Synopsis
Des bandits massacrent une famille entière pour dérober quelques précieux documents. La jeune Sarah Baldwin survit et s'enfuit demander de l'aide au shériff et à George, un journaliste.

## Fiche technique
- Titre original italien : I quattro pistoleri di Santa Trinità
- Titre français : Les Quatre Pistoleros de Santa Trinita
- Genre : Western spaghetti
- Réalisateur : Giorgio Cristallini
- Scénariste : Giorgio Cristallini
- Production : Umberto Russo Di Pagliara, Vittorio Russo, pour Buton Film
- Photographie : Alessandro D'Eva
- Montage : Otello Colangeli
- Effets spéciaux : Augusto Possanza
- Musique : Roberto Pregadio
- Décors : Antonio Visone
- Costumes : Oscar Capponi
- Maquillage : Massimo Giustini, Luciano Giustini
- Pays :  Italie
- Distribution en Italie : P.A.C.
- Année de sortie : 1971
- Durée : 93 minutes
- Format d'image : 2.35:1

## Distribution
- Peter Lee Lawrence : George Shelley
- Evelyn Stewart : Julia
- Umberto Raho : Quinn Paradine
- Raymond Bussières : docteur Gordon
- Paul Oxon : Navarro
- Ralph Baldwin : Dingus
- Valeria Fabrizi : Adeline Martinez
- Salvatore Furnari : Ned
- Daniela Giordano : Sarah Baldwin
- Philippe Hersent : Thomas, shériff
- Antonella Murgia : Ana
- Tonino Pierfederici : Papà Martinez
- Daniele Vargas : Gomez